# Eden Prairie
Eden Prairie (auch City of Eden Prairie) ist eine Stadt im US-Bundesstaat Minnesota. Sie hatte 64.198 Einwohner im Jahr 2020 und ist Teil der Metropolregion Minneapolis–Saint Paul.

## Geographie
Eden Prairie liegt im Südosten Minnesotas, im Einzugsbereich von Minneapolis, 11 Meilen südwestlich des Stadtzentrums, und direkt nördlich des Minnesota River. Die Fläche beträgt 91,2 Quadratkilometer.

## Geschichte
Der Ort erhielt seinen gegenwärtigen Namen im Jahr 1852. 1858 wurde er zu einer Stadt. Im Jahr 1880 betrug die Einwohnerzahl 739, 1960 rund 2000. Eine schnelle Stadtentwicklung fand in den 1960er und 1970er Jahren statt. Eden Prairie Police Department hat ungefähr 60 vereidigte Beamte und 30 Hilfskräfte. Die Abteilung wurde am 1. Januar 1973 gegründet.

## Demografische Daten
Nach der Volkszählung im Jahr 2000 leben in Eden Prairie 54.901 Menschen in 20.457 Haushalten und 14.585 Familien. Die Bevölkerungsdichte beträgt 654 Einwohner pro km². Ethnisch betrachtet setzt sich die Bevölkerung aus rund 90,6 Prozent weißer Bevölkerung, rund fünf Prozent asiatischen Amerikanern sowie kleineren Minderheiten zusammen.
In 42,6 % der 20.457 Haushalte leben Kinder unter 18 Jahren, in 61,3 % leben verheiratete Ehepaare, in 7,7 % leben weibliche Singles und 28,7 % sind keine familiären Haushalte. 22,0 % aller Haushalte bestehen ausschließlich aus einer einzelnen Person und in 3,4 % leben Alleinstehende über 65 Jahre. Die durchschnittliche Haushaltsgröße liegt bei 2,68 Personen, die von Familien bei 3,20.
Auf die gesamte Stadt bezogen setzt sich die Bevölkerung zusammen aus 30,5 % Einwohnern unter 18 Jahren, 6,2 % zwischen 18 und 24 Jahren, 35,6 % zwischen 25 und 44 Jahren, 22,9 % zwischen 45 und 64 Jahren und 4,9 % ab 65 Jahren. Der Median beträgt 34 Jahre. Etwa 50,9 % der Bevölkerung ist weiblich.
Der Median des Einkommens eines Haushaltes beträgt 78.328 USD, der einer Familie 93.258 USD. Das Prokopfeinkommen liegt bei 38.854 USD. Etwa 2,8 % der Bevölkerung und 3,5 % der Familien leben unterhalb der Armutsgrenze.

## Bildung
Die Stadt ist Sitz des Hennepin Technical College mit ca. 7000 Studenten. Sie hat vier Grundschulen und drei weiterführende Schulen. Darunter befindet sich die Eden Prairie High School, mit ca. 3600 Schülern die größte High School im Bundesstaat.

## Wirtschaft
In Eden Prairie haben die Unternehmen ADC Telecommunications und Starkey Hearing Technologies ihren Firmensitz. Jasc Software, bekannt durch die Entwicklung von PaintShop Pro, hatte dort seinen Ursprung.

## Persönlichkeiten
- Ben Husaby (* 1965), Skilangläufer
- Susan Rapp (* 1965), Schwimmerin
- Andrew Alberts (* 1981), Eishockeyspieler
- Nick Leddy (* 1991), Eishockeyspieler
- Kyle Rau (* 1992), Eishockeyspieler
- Kenny Stills (* 1992), American-Football-Spieler
- Nick Seeler (* 1993), Eishockeyspieler
- Sarah Wilhite (* 1995), Volleyballspielerin
- Blake Cashman (* 1996), American-Football-Spieler
- Jermaine Johnson (* 1999), American-Football-Spieler